# Линия смерти (фильм, 1972)
«Линия смерти» (англ. Death Line, в США: «Мясная лавка» — англ. Raw Meat) — британско-американский детективный фильм ужасов 1972 года, снятый Гари Шерманом.
Премьера состоялась 17 ноября 1972 года в Великобритании и 3 октября 1973 года в Лос-Анджелесе.

## Сюжет
Группа исследователей решает изучить это место и раскопать его тёмные секреты. Они сталкиваются с древними таинственными существами, выходящими из тёмных туннелей, они начинают охоту на группу исследователей, чтобы выжить и выбраться из этого кошмара, им придётся раскрыть страшное прошлое этого места.

## Роли исполняют
- Норман Россингтон — Роджерс
- Дональд Плезенс — Кэлхаун
- Кристофер Ли — Страттон-Виллерс
- Дэвид Лэдд — Алекс Кэмпбелл
- Хью Армстронг
- Клайв Свифт — Ричардсон
- Джеймс Коссинс — Джеймс Манфред
- Хью Диксон — Бэкон
- Джек Вулгар
- Рон Пембер
- Джеймс Каллифорд
- Джерри Крэмптон
- Теренс Пламмер
- Шэрон Гёрни — Патриция Уилсон
- Сюзанна Винклер — проститутка

## Съёмочная группа
- Авторы сценария: Чери Джонс, Гари Шерман
- Режиссёр: Гари Шерман
- Продюсер: Пол Масланский
- Оператор: Алекс Томсон
- Композиторы: Уил Мэлоун, Джереми Роуз
- Художник-постановщик: Дэннис Гордон-Орр

## Съёмки
Фильм снимался в марте 1972 года в Лондоне.

## Критика
Фильм получил положительные отзывы, согласно интернет-агрегатору рецензий Rotten Tomatoes.

## Награды
- 1975 — Академия научной фантастики, фэнтези и фильмов ужасов — Лучший фильм ужасов[4]